# Marie Overbye
Marie Overbye (Silkeborg, 19 de janeiro de 1976) é uma triatleta profissional dinamarquesa.

## Carreira

### Sydney 2000
Marie Overbye disputou os Jogos de Sydney 2000, terminando em 28º lugar com o tempo de 2:07:17.51.